# Paul McCartney
Sir James Paul McCartney MBE (Liverpool, 18. lipnja 1942.) britanski je glazbenik i slikar te bivši član Beatlesa.
Paul McCartney glazbena je ikona dvadesetog stoljeća. U Guinnessovoj knjizi rekorda navodi ga se kao glazbenika s najviše pjesama na vrhu glazbenih ljestvica (samo u SAD-u 29 njegovih pjesama "stiglo" je do broja 1. Najbogatiji je glazbenik današnjice, čije se bogatstvo procjenjuje na 1,5 milijardi američkih dolara. 

## Glazbena karijera

### The Beatles
Godine 1957. upoznaje Johna Lennona, s kojime počinje svirati u grupi kojoj se uskoro pridružuje njegov prijatelj iz djetinjstva George Harrison. Grupa će se ubrzo nazvati The Beatles i u šezdesetim godinama dvadesetog stoljeća doživjeti planetarnu slavu. Pjesme "Can't Buy Me Love", "Yesterday", "Drive My Car", "Eleanor Rigby", "Hello Goodbye", "Hey Jude", "Helter Skelter" i "Let It Be" samo su neke od najpoznatijih McCartneyjevih pjesama iz opusa s Beatlesima. 

### Wings
Raspadom grupe The Beatles 1970. godine, izdao je dva samostalna albuma (McCartney i Ram) te nedugo zatim oformio sastav Wings, s kojima je u sedamdesetima imao niz hitova i uspješnih albuma (Band on the Run, Venus and Mars, Wings Over America, London Town). Zajedno sa suprugom Lindom napisao je i "Live and Let Die", naslovnu skladbu filma Živi i pusti umrijeti o Jamesu Bondu iz 1973. Godine 1976. posjetio je Zagreb i s ovom grupom održao koncert u Velikoj dvorani Doma sportova.

### Solo karijera
Nakon raspuštanja Wingsa 1981. godine, nastavlja samostalnu karijeru, također uspješno. Imao je nekoliko hitova, što samostalno ("Coming Up", "No More Lonely Nights", "Hope of Deliverance"), što dueta ("Say Say Say" i "The Girl is Mine" s Michaelom Jacksonom, "Ebony and Ivory" sa Stevieom Wonderom). Najuspjeliji solo albumi su mu McCartney II, Tug of War i Flowers in the Dirt te čitav niz novijih albuma (Flaming Pie, Run Devil Run, Chaos and Creation in the Backyard i Memory Almost Full).

Redovito objavljuje albume i koncertira, najčešće na rasprodanim stadionskim turnejama koje obaraju sve artističke i financijske rekorde. Osim glazbenim bavi se i humanitarnim radom, vegetarijanac je i aktivni borac za prava životinja te čišćenje minskih polja.
Svoj zasad posljednji album, Egypt Station, objavio je 2018. godine.

### Guinness
McCartney je, kako je bilo objavljeno u Guinessovoj knjizi rekorda u rujnu 2009., najuspješniji autor popularne glazbe svih vremena. Imao je čak 188 pjesama u Top 40, od toga 91 pjesmu u Top deset, a 33 na samom vrhu ljestvice.